# اوگوستین مرمان
اوگوستین مرمان (فرانسوی: Augustin Meurmans‎؛ زادهٔ ۲۹ مهٔ ۱۹۹۷) بازیکن هاکی روی چمن اهل بلژیک است.